# Wenzel Haas

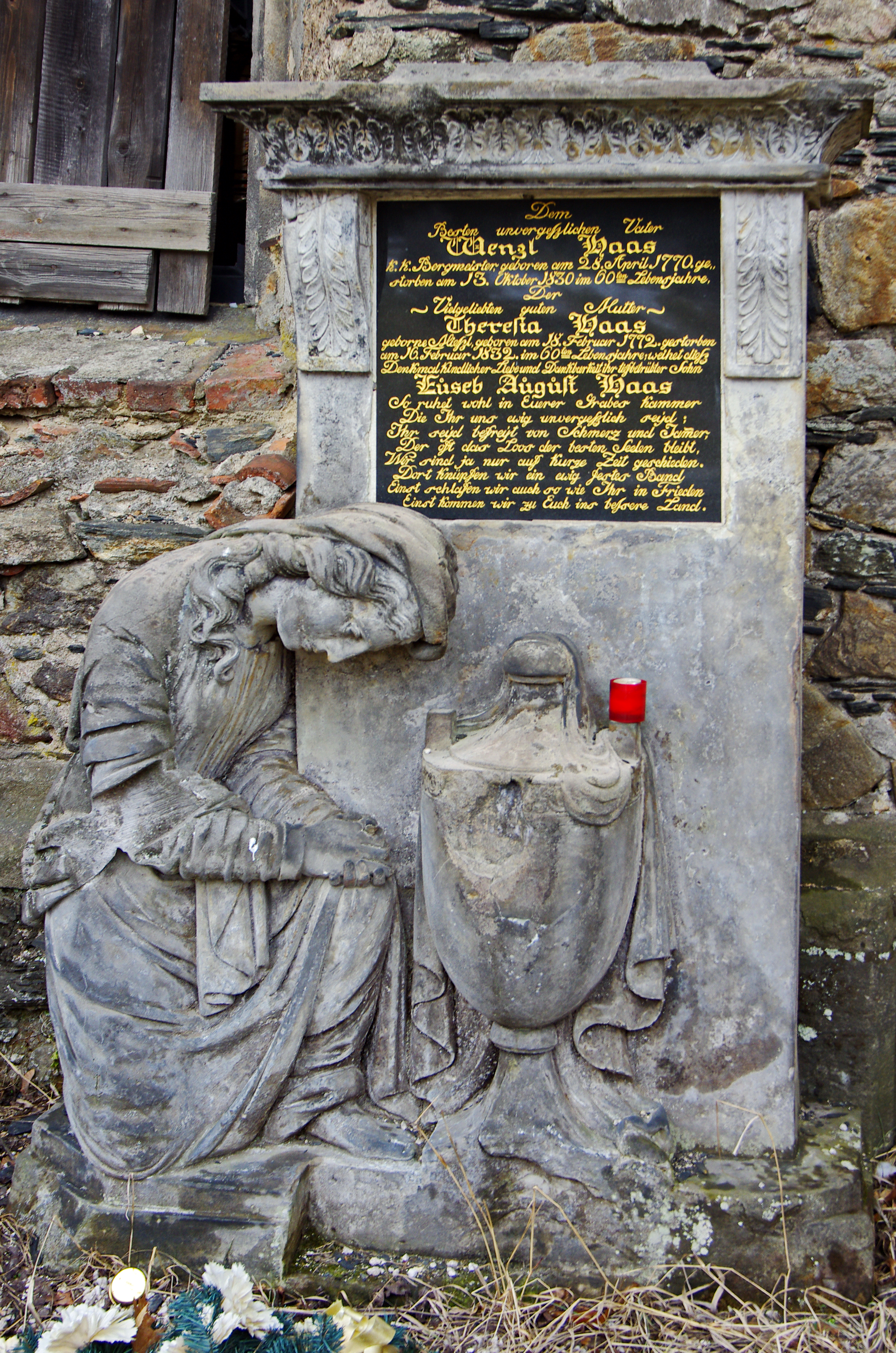
Grabdenkmal

Porzellan der Firma Lippert & Haas aus den 1820er Jahren

Johann Wenzel Vitalis Haas, eigentlich Wenzl Haas (* 28. April 1770 in Platten; † 13. Oktober 1830 in Schlaggenwald), war ein böhmischer Bergbeamter und Unternehmer. Er war Bergmeister und Porzellanfabrikant in Schlaggenwald.

## Leben
Wenzel Haas stammte aus einer wohlhabenden Familie. Seine Eltern waren der königliche Bergschreiber und Notar Johann Nepomuk Franz Haas (* 23. Januar 1742 in Sankt Joachimsthal), Sohn des Johann Wenzel Haaß, Kaiserlicher Tranksteuereinnehmer und Maria Anna geb. Seeling (* 1747 in Sankt Joachimsthal), Tochter des Blaufarbenwerkbesitzers Wenzel Seeling. Zu seinen Vorfahren zählen der Bergmeister Christoph Haas, der Waldbereiter Paul Wenzel Seeling und der Bürgermeister Johann Löbel.
Wenzel Haas begann seine berufliche Laufbahn beim königlichen Bergamt Kuttenberg, wo er 1798 als Berggerichtsaktuar angestellt war. 1806 diente er dem königlichen Bergmeister und Berggerichtssubstitut von Schlaggenwald Joseph Poschka als Kassenkontrolleur. Nach seinem Tode wurde er 1827 zu dessen Nachfolger ernannt. Er war zugleich k. k. Berg-, Zehent- und Forstamtskassierer von Schlaggenwald. In Schlaggenwald erwarb er die Anteile der 1792 vom dortigen Grubenmeister Georg Paulus gegründeten ersten Porzellanfabrik Böhmens. Zusammen mit seinem Teilhaber dem Wundarzt Johann Georg Lippert baute er das Unternehmen weiter aus, welches ab 1808 unter den Namen Lippert & Haas firmierte. Die Herstellung konzentrierte sich überwiegend auf Tassen, Kannen und Zuckerdosen. 1829 wurden die Produkte bei der Prager Gewerbeausstellung ausgezeichnet. Wenzel Haas starb am 13. Oktober 1830 in Schlaggenwald im Alter von 60 Jahren. Das Unternehmen erbte sein Sohn, der Großgrundbesitzer August Eusebius Haas. Nach dem Tode Lipperts gehörte der Familie das Unternehmen allein, welches in der zweiten Hälfte des 19. Jahrhunderts eines der größten Porzellanproduzenten Böhmens war. 

## Familie
Wenzel Haas vermählte sich mit Theresia Mießl (* 18. Februar 1772 in Bad Königswart; † 16. Februar 1832 in Schlaggenwald), die Tochter des Amtsdirektors von Heinrichsgrün Florian Mießl. Sie war die Nichte des Fabrikanten Franz Anton Mießl und des geadelten Bergrates Johann Nepomuk Mießl. Aus der Ehe gingen neun Kinder hervor. Sein Sohn, der Großgrundbesitzer und Fabrikant August Eusebius Haas (* 1804 in Schlaggenwald) ließ seinen Eltern an der Außenwand der Pfarrkirche St. Georg von Schlaggenwald ein Grabdenkmal errichten, das bis heute erhalten blieb. Sein Enkel war der geadelte Großindustrielle Georg Haas von Hasenfels.